# Closer
"Closer" je treći singl s albuma Karmacode talijanskog gothic metal-sastava Lacuna Coil. Za razliku od prethodnih singlova kao npr. "Swamped" ili "Our Truth", Closer nije bio tako uspješan, uglavnom zato što ima više pop elemenata za razliku od ostalih pjesama sastava.